# Borja (Name)
Borja ist ein spanischer männlicher Vorname sowie ein Familienname.

## Namensträger

### Vorname
- Borja Enrique Ayesa (* 1974), spanischer Fußballspieler
- Borja Bastón (* 1992), spanischer Fußballspieler
- Borja Fernández (* 1981), spanischer Fußballspieler
- Borja García (* 1982), spanischer Rennfahrer
- Borja Mayoral (* 1997), spanischer Fußballspieler
- Borja Oubiña (* 1982), spanischer Fußballspieler
- Borja Schwember (* 1976), deutscher Komiker
- Borja Valero (* 1985), spanischer Fußballspieler

### Familienname
- Álvaro Alfredo Magaña Borja (1925–2001), Interimspräsident von El Salvador (Hauptname: Magaña)
- Carlos Borja (1913–1982), mexikanischer Basketballspieler
- César Borja (* 1934), mexikanischer Schwimmer
- Eduardo Rergis Borja (* 1980), mexikanischer Fußballspieler
- Edwin Borja (* 1958), philippinischer Schwimmer
- Enrique Borja (* 1945), mexikanischer Fußballspieler
- Enrique de Borja y Aragón (1518–1540), spanischer Kardinal
- Esther Borja († 2013), kubanische Sängerin
- Felipe Borja Texocotitla (* 1955), mexikanischer Politiker
- Félix Borja (* 1983), ecuadorianischer Fußballspieler
- Francesc de Borja Moll i Casasnovas (1903–1991), menorquinischer Sprachwissenschaftler, Philologe und Autor
- Francisco Borja da Costa (1946–1975), Autor der Nationalhymne Osttimors
- Francisco de Borja y Aragón († 1658), spanischer Schriftsteller und Vizekönig von Peru
- Francisco Lloris y de Borja (1470–1506), Kardinal der katholischen Kirche
- Hernan Borja (1959–2021), US-amerikanischer Fußballspieler
- Hugo Borja (1912–??), mexikanischer Basketballspieler
- Jacinto Borja (1905–1969), philippinischer Diplomat und Politiker
- José Borja Carbonell (1902–1993), spanischer Pharmazeut und Botaniker
- Juan de Borja (1476/1478–1497), spanisch-italienischer Fürst, siehe Juan Borgia, 2. Herzog von Gandía
- Juan de Borja y Enríquez (1494–1543), 3. Herzog von Gandía
- Juan de Borja (1498–1547/1548), Herzog von Camerino, Nepi und Palestrina, siehe Giovanni Borgia (Infans Romanus)
- Juan de Borja y Castro (1533–1606), spanischer Diplomat und Verleger
- Juan de Borja Lanzol de Romaní (auch Juan de Borgia; 1446–1503), Erzbischof von Monreale und Kardinal der katholischen Kirche
- Juan de Borja Llançol de Romaní (1470–1500), Kardinal der katholischen Kirche
- Juan Castellar y de Borja (1441–1505), Kardinal der katholischen Kirche
- Lilian Borja (* 1998), mexikanische Siebenkämpferin
- Luis Fernando Borja Aristizábal, kolumbianischer Offizier
- Manuel Borja (* 1949), mexikanischer Fußballspieler
- Manuel J. Borja-Villel (* 1957), spanischer Kurator, Kunsthistoriker und Museumsdirektor
- Miguel Borja (* 1993), kolumbianischer Fußballspieler
- Nathaly López Borja (1987–2023), ecuadorianische Wirtschafts- und Finanzingenieurin
- Pedro Luis de Borja (1432–1458), jüngerer Bruder von Rodrigo Borgia sowie Neffe von Alfonso Borgia
- Pedro Luis de Borja Llançol de Romaní (1472–1511), spanischer Kardinal der katholischen Kirche
- Priscila Borja (* 1985), spanische Fußballspielerin
- Rodrigo Borja (* 1935), ecuadorianischer Politiker

### Historische Personen
- Francisco de Borja (Kardinal) (1441–1511), spanischer Kardinal
- Francisco de Borja (Bischof), Bischof von Teano
- Francisco de Borja (Jesuit) (1510–1572), spanischer Jesuit, Heiliger
- Francisco de Borja (Peru) (1629–1689), Bischof von Trujillo
- Francisco Lloris y de Borja (1470–1506), spanischer Kardinal
- Francisco de Borja y Aragón (1577/81/82–1658), spanischer Schriftsteller und Vizekönig von Peru
- Gaspar de Borja y Velasco (1580–1645), Kardinal der römisch-katholischen Kirche
- Juan Castellar y de Borja (1441–1505), Kardinal der römisch-katholischen Kirche
- Juan de Borja y Castro (1533–1606), spanischer Diplomat und Verleger